# Mangartski potok
Mangartski potok je levi pritok Predelice, ki je v zgornjem bolj položnem delu večinoma suh, saj voda tam ponikne v prode, ki se razprostirajo do Mangartske planine. Potok teče po Mangartski dolini.